# بريري هيل (ميزوري)
بريري هيل (بالإنجليزية: Prairie Hill)‏ هي إحدى المجتمعات الفردية (غير مصنفة) في ولاية ميزوري في الولايات المتحدة الأمريكية.